# Норвуд (Колорадо)
Норвуд (енгл. Norwood) град је у америчкој савезној држави Колорадо.

## Демографија
По попису из 2010. године број становника је 518, што је 80 (18,3%) становника више него 2000. године.
| Група             | 2000.       | 2010.       |
| Белци             | 404 (92,2%) | 430 (83,0%) |
| Афроамериканци    | 0 (0,0%)    | 3 (0,6%)    |
| Азијати           | 0 (0,0%)    | 3 (0,6%)    |
| Хиспаноамериканци | 24 (5,5%)   | 64 (12,4%)  |
| Укупно            | 438         | 518         |